# Heteropogon johnsoni
Heteropogon johnsoni là một loài ruồi trong họ Asilidae. Heteropogon johnsoni được Back miêu tả năm 1904.